# Ozero Derazjnja
Ozero Derazjnja (ryska: Озеро Деражня) är en sjö i Belarus.   Den ligger i voblasten Vitsebsks voblast, i den norra delen av landet, 230 km norr om huvudstaden Minsk. Ozero Derazjnja ligger 134 meter över havet.
I omgivningarna runt Ozero Derazjnja växer i huvudsak blandskog. Runt Ozero Derazjnja är det mycket glesbefolkat, med 7 invånare per kvadratkilometer.